# Nadine Trintignant
Nadine Trintignant, nata Nadine Marquand (Nizza, 11 novembre 1934), è una regista e sceneggiatrice francese.

## Biografia
Figlia degli attori Jean-Georges Marquand (1904-1992) e Lucienne-Fernande Cornilliat (1906-2006), è stata sposata con l'attore Jean-Louis Trintignant dal 1960 al 1976; la coppia ha avuto tre figli, l'attrice Marie Trintignant (uccisa dal compagno, il cantante Bertrand Cantat, nel 2003); Pauline (vittima a pochi mesi dalla nascita della sindrome della morte improvvisa del lattante nel 1969) e l'attore Vincent (nato nel 1973). Nel 1998 ha sposato il regista Alain Corneau. Era sorella dell'attore e regista Christian Marquand e dell'attore e produttore Serge Marquand.

## Filmografia

### Regista e sceneggiatrice
- Fragilité, ton nom est femme (1965)
- Mon amour, mon amour (1967)
- Il ladro di crimini (Le voleur de crimes) (1969)
- Tempo d'amore (Ça n'arrive qu'aux autres) (1971)
- L'uomo in basso a destra nella fotografia (Défense de savoir) (1973)
- Le voyage de noces (1976)
- Premier voyage (1980)
- Le vieil homme et la ville (1981)
- L'estate prossima (L'été prochain) (1985)
- Qui c'est ce garçon? - miniserie TV (1987)
- La casa di giada (La maison de jade) (1988)
- Lucas - film TV (1993)
- Rêveuse jeunesse - film TV (1994)
- Le fuggitive (Fugueuses) (1995)
- L'insoumise - film TV (1996)
- Victoire, ou la douleur des femmes - miniserie TV (2000)
- L'île bleue - film TV (2001)
- Colette, une femme libre - miniserie TV (2004)

### Regista
- Madame le juge - serie TV, un episodio (1978)
- Le tiroir secret - miniserie TV (1986)
- Contre l'oubli, segmento José Ramon Garcia-Gomez, Mexique (1991)
- Lumière et compagnie (1995)

### Sceneggiatrice
- Cadeau de rupture (2009)

### Montatrice
- Le gattine (L'eau à la bouche) (1960)
- Léon Morin, prete (Léon Morin, prêtre) (1961)
- Twist parade (1962)
- Le chemin de la mauvaise route (1963)
- Il baro (Les grands chemins) (1963)
- Le Petit Soldat (1963)
- Les pas perdus (1964)

### Produttrice
- Il ladro di crimini (Le voleur de crimes) (1969)